# Église Saint-Pierre de Montbazin
 (octobre 2023).
Si vous disposez d'ouvrages ou d'articles de référence ou si vous connaissez des sites web de qualité traitant du thème abordé ici, merci de compléter l'article en donnant les références utiles à sa vérifiabilité et en les liant à la section « Notes et références ».
Pour les articles homonymes, voir Église Saint-Pierre.
L'église Saint-Pierre de Montbazin est une église catholique fortifiée de style roman située à Montbazin, dans le département français de l'Hérault et la région Occitanie. 

## Localisation
L'église est située dans le département français de l'Hérault, sur la commune de Montbazin. Elle est placée en haut d'une hauteur et dans le périmètre du château de Montbazin. Elle domine la plaine où passait la Voie Domitienne.

## Historique
L'église est à l'origine la chapelle du château de Montbazin[réf. nécessaire]. D'ailleurs un passage sous le chœur de l'église permettait d'entrer dans le périmètre du château[réf. nécessaire]. Elle est mentionnée pour la première fois en 1181.
L'édifice est classé au titre des monuments historiques en 1964.

## Description
Son abside est décorée de fresques romanes (découvertes en 1959) représentant le Christ Pantocrator inscrit dans une mandorle, entouré de part et d'autre des douze apôtres. Les 6 apôtres à gauche sont bien conservés. À droite ne subsiste qu'une seule figure[réf. nécessaire].
Le chevet n'a qu'un décor très simple : une corniche sur des modillons unis. Un clocher-mur plus tardif le domine. La façade sud a un système défensif formé de trois arcs créant un mâchicoulis; un seul de ces arcs subsiste aujourd'hui à l'est. La nef est faite de trois travées. La voûte en berceau repose sur des arcs doubleaux retombant sur des pilastres. Une porte a été ouverte au XVIIe siècle dans la troisième travée. Sur le mur occidental subsiste la trace d'un litre funéraire orné des armes du seigneur.
L'autel est un autel préroman de facture wisigothique[réf. nécessaire].

## Galerie

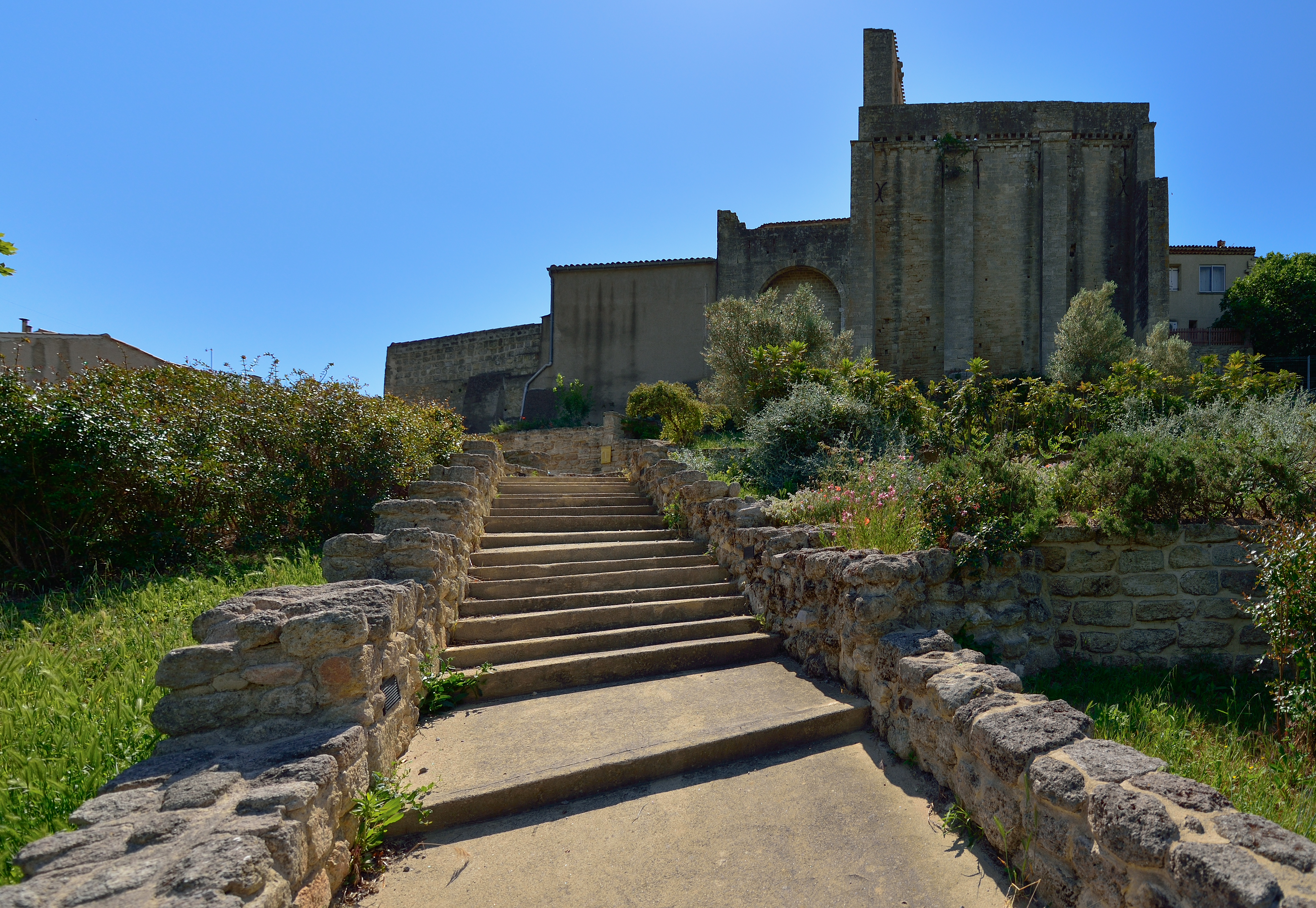
Façade nord.
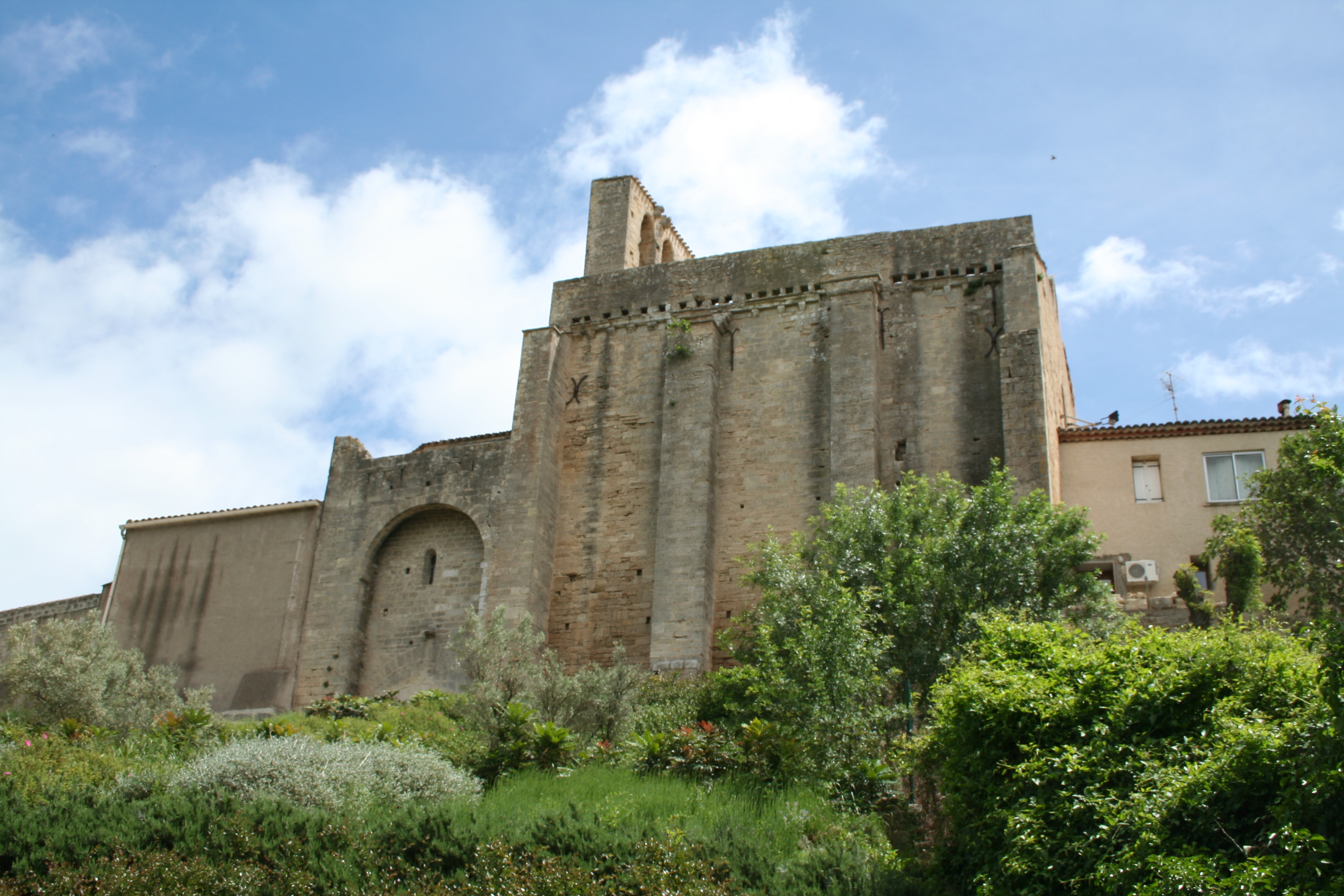
Façade nord.
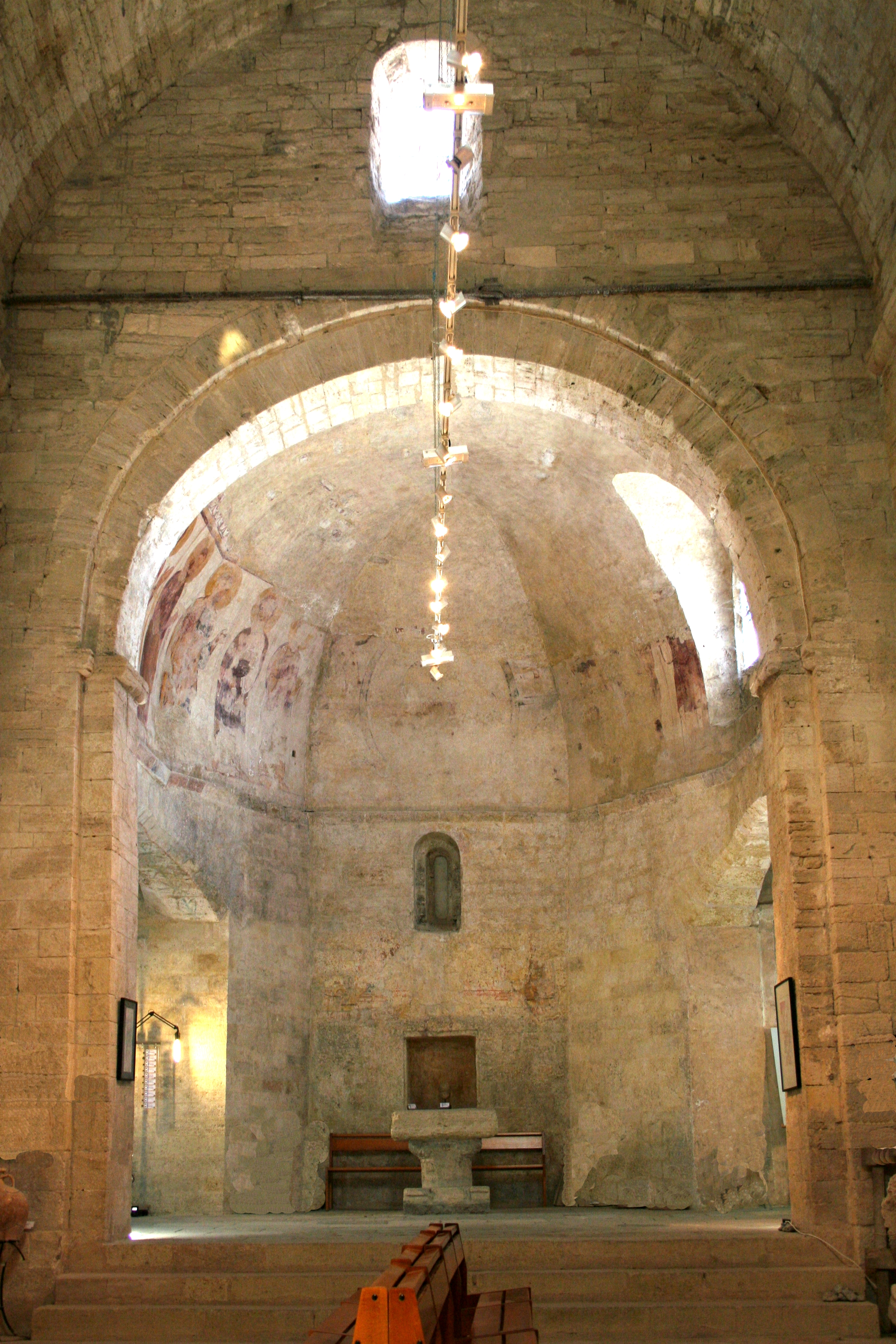
Chœur.
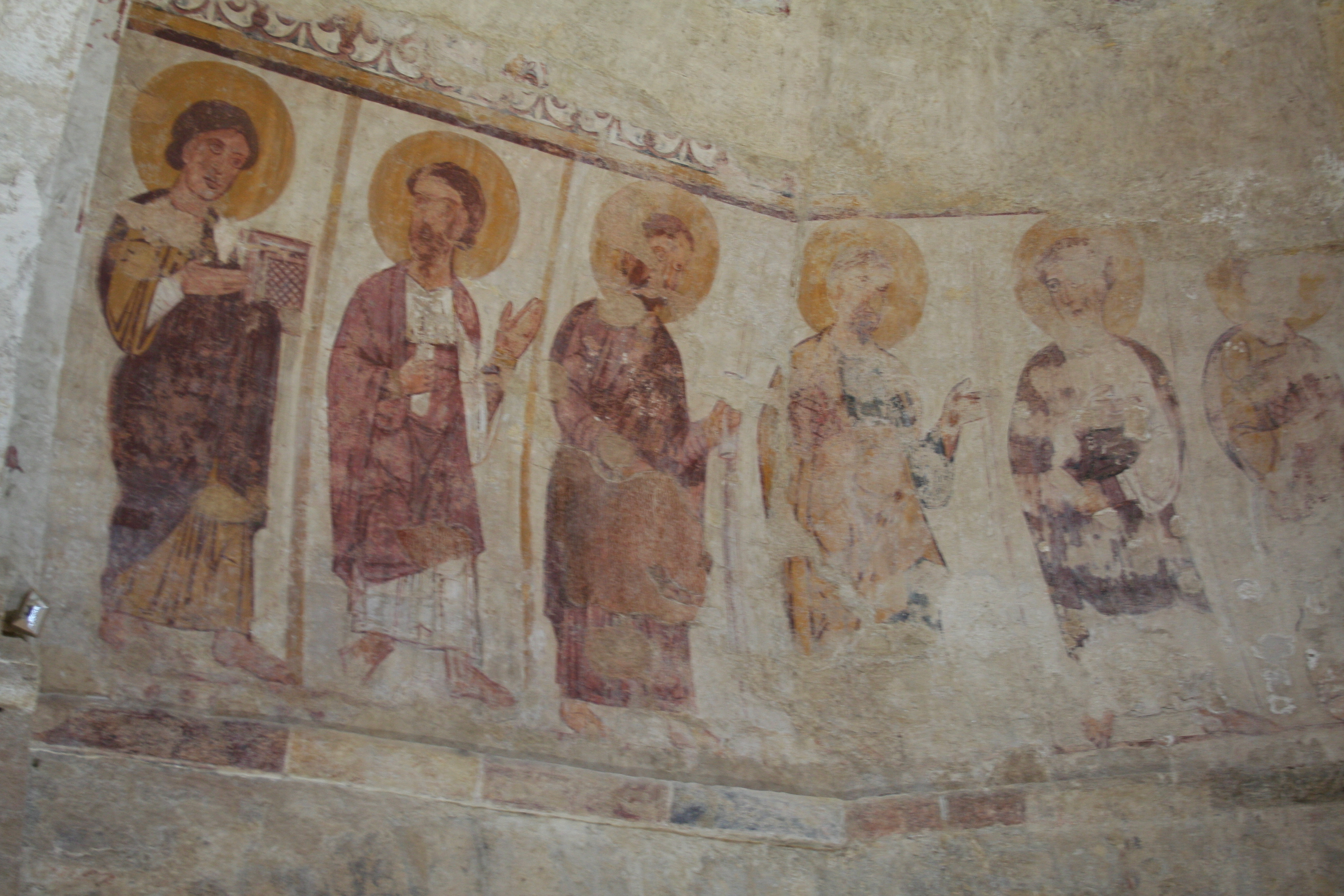
Fresques.
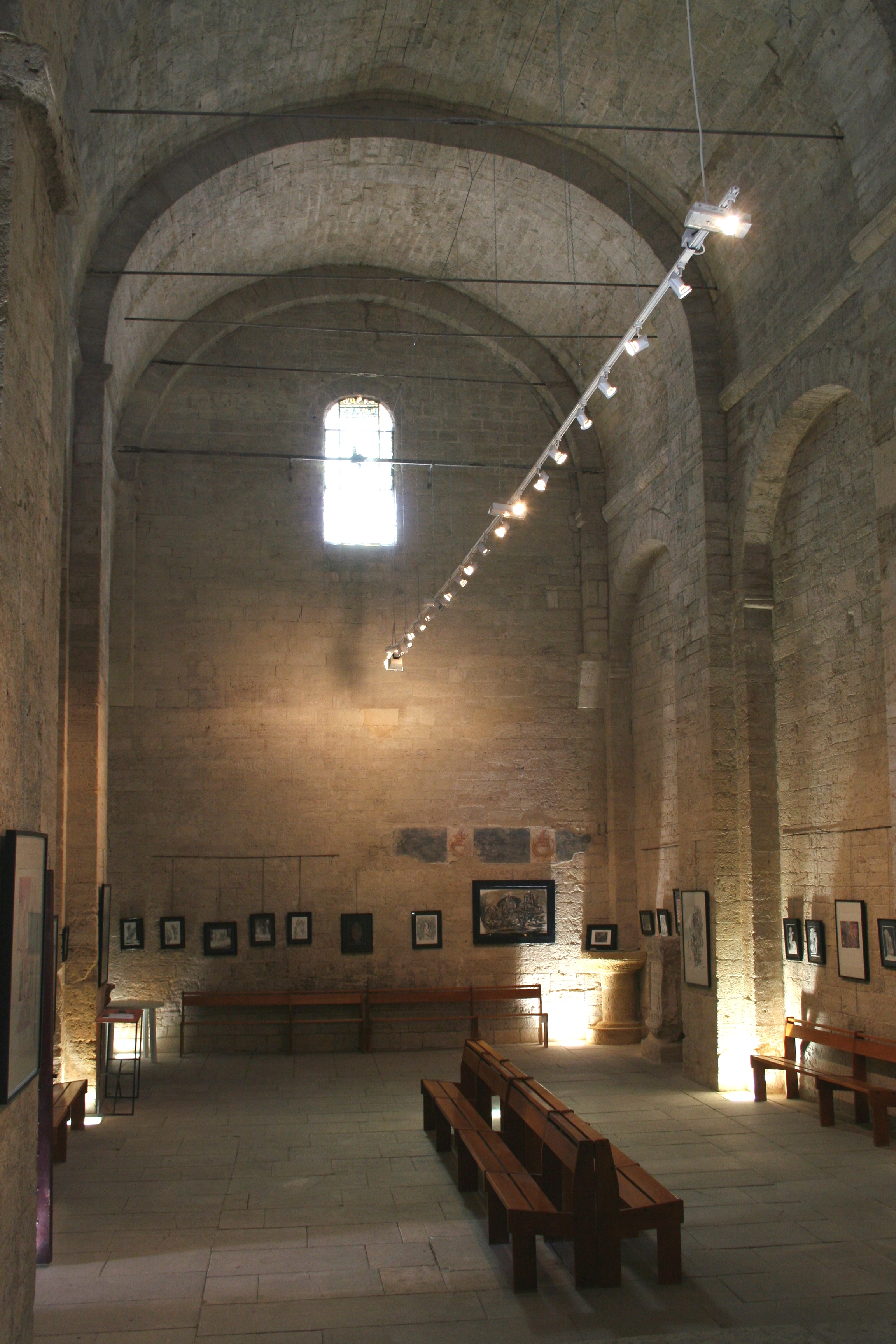
Nef.
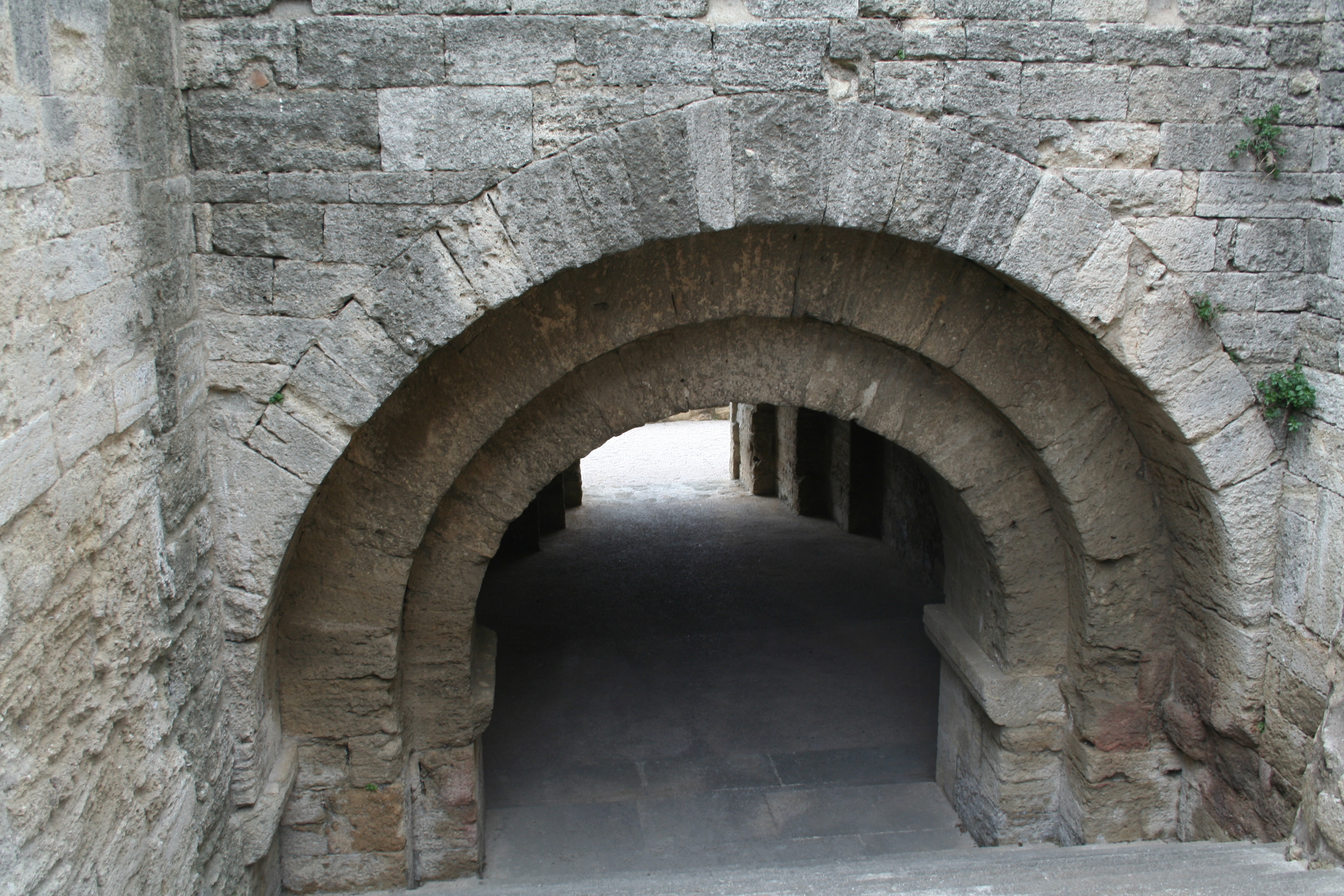
Passage sous le chœur.
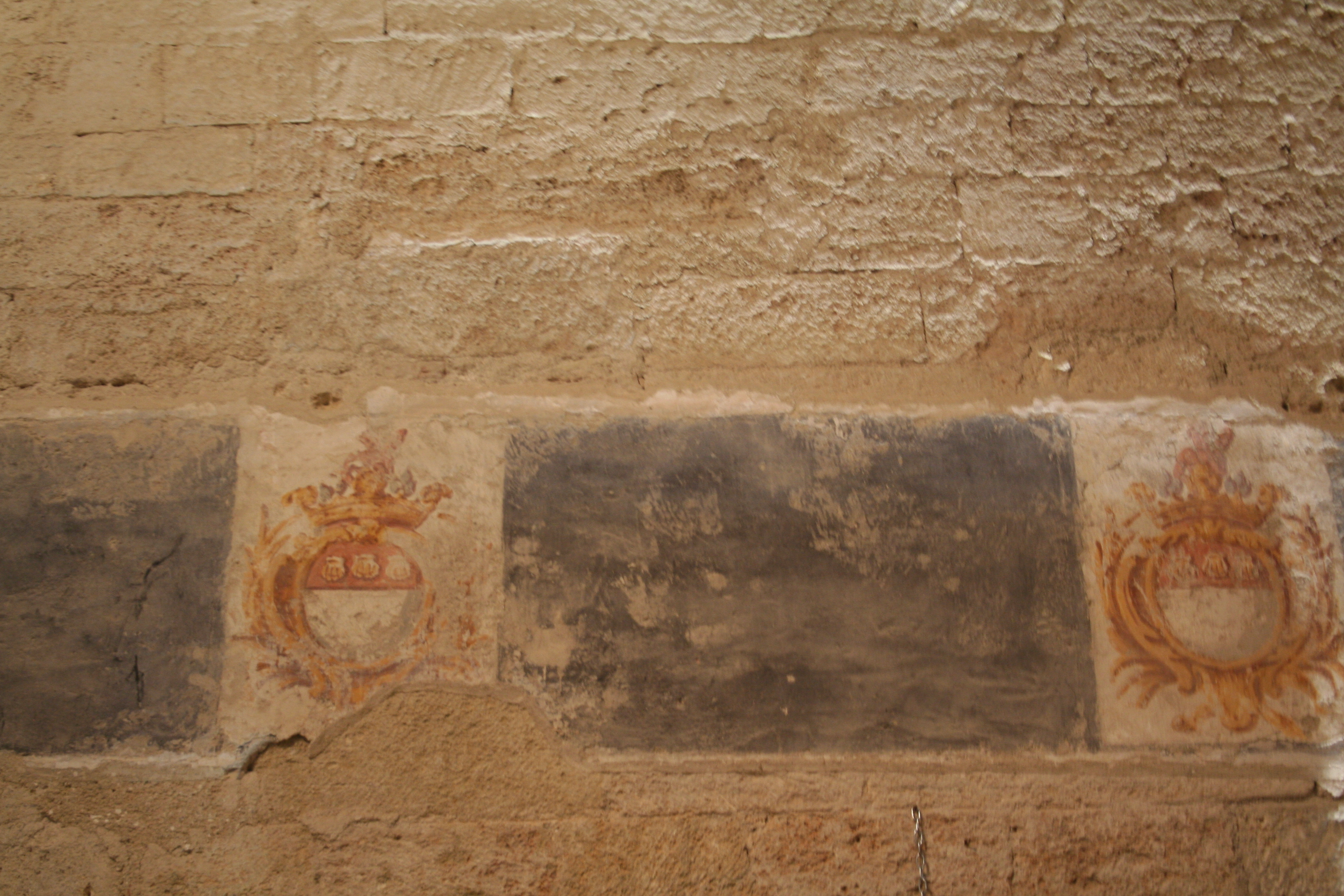
Litre funéraire.
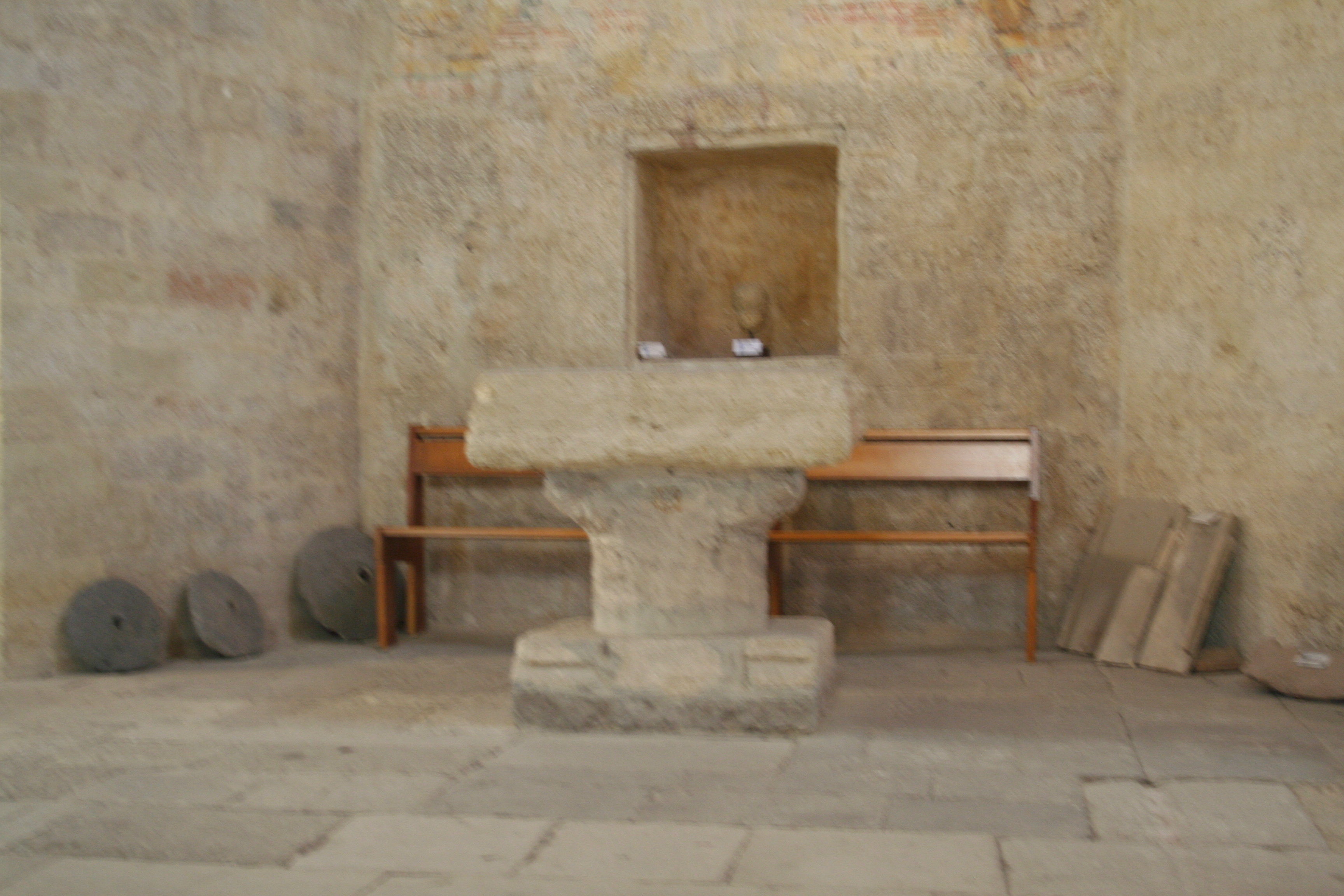
Autel.